# Golfo di Nachodka
Il golfo di Nachodka (in russo Залив Находка?) è un'insenatura situata sulla costa occidentale del mar del Giappone, in Russia. Suddiviso tra il circondario urbano di Nachodka e il Partizanskij rajon, si trova nel Territorio del Litorale (Circondario federale dell'Estremo Oriente). 

## Geografia
Il golfo è situato nella parte orientale del golfo di Pietro il Grande delimitato a ovest da capo Srednij (мыс Средний), punto meridionale della penisola Trudnyj, e capo Krylov (мыс Крылова) a est. Le coste orientali e occidentali del golfo sono rocciose, vi sono spiagge su quella settentrionale. L'insenatura comprende a sua volta delle baie minori: Nachodka, Vrangelja, Koz'mina, Novicki ed altre. Nella parte sud-occidentale del golfo, c'è l'isola di Lisij. A nord sfocia il fiume Partizanskaja, altri corsi d'acqua sono: Kamenka e Chmylovka.
Il più importante centro urbano è Nachodka, nel golfo ci sono 4 porti e 4 cantieri navali.

## Storia
La prima a visitare il golfo fu una nave inglese nel 1855 che lo chiamò golfo Gornet, poi nel 1859 vi approdò la corvetta russa Amerika, cercando rifugio durante una tempesta, e l'insenatura prese il nome di golfo America, che venne cambiato in Nachodka durante la guerra fredda, alla fine del 1970. Nachodka significa "ritrovamento fortunato". Il nome è forse dovuto alle particolarità dell'insenatura: questo è l'unico posto sulla costa russa del Pacifico dove lo spessore del ghiaccio arriva a solo 6–7 cm senza causare il blocco della navigazione. Per questa ragione, i quattro porti presenti nel golfo presentano maggiori vantaggi di porti più grandi come Vladivostok.
Le coste del golfo erano abitate da popolazioni indigene. La colonizzazione russa iniziò nel 1864, con una postazione idrografica militare. Il primo insediamento fu il villaggio di Amerikanka, fondato nel 1907, prendendo sempre il nome dalla corvetta. Attualmente, il nome di "baia America" è ancora usato in modo informale.